# Halușkî, Lebedîn
Halușkî (în ucraineană Галушки) este un sat în comuna Pidoprîhorî din raionul Lebedîn, regiunea Sumî, Ucraina.

## Demografie
Componența lingvistică a localității Halușkî
     Ucraineană (100%)
Conform recensământului din 2001, toată populația localității Halușkî era vorbitoare de ucraineană (100%).